# Henry Victor
Henry Victor (Londres, 2 de octubre de 1892- Hollywood, 15 de marzo de 1945) fue un actor inglés cuyo mejor momento fue durante la época del cine mudo.

## Biografía
Se crio en Alemania y debutó con su papel de Príncipe Andrés en The Revolutionist (1914), originalmente titulada The Kings Romance. Apareció en adaptaciones cinematográficas de obras como El retrato de Dorian Gray (1916) y La sombra blanca (1923), dirigida por Graham Cutts. El papel más memorable de Victor sea el del forzudo Hércules en la película La parada de los monstruos de Tod Browning (1932). Sin embargo, el papel inicialmente le fue asignado a Victor McLaglen, con quien Browning había trabajado con anterioridad.
Debido a su incapacidad de interpretar acentos diferentes al suyo, nunca obtuvo un personaje principal en películas de la era sonora. Hacia el final de su carrera consiguió notables interpretaciones en películas, tanto británicas como estadounidedenses, en las que interpretaba a villanos o nazis con su inconfundible acento alemán entre las que destaca Ser o no ser de Ernst Lubitsch (1942).

## Muerte
Henry Victor falleció en 1945 con 52 años de edad por causa de un tumor cerebral. Está enterrado en Chatsworth (California), en el Cementerio Oakwood Memorial Park.

## Filmografía seleccionada
- El retrato de Dorian Gray (1916)
- John Heriot's Wife (1920)
- As God Made Her (1920)
- Sheer Bluff (1921)
- Bentley's Conscience (1922)
- A Bill of Divorcement (1922)
- The White Shadow (1923)
- The Prodigal Son (1923)
- The Royal Oak (1923)
- Henry, King of Navarre (1924)
- The Love Story of Aliette Brunton (1924)
- Braveheart (película de 1925) (1925)
- The Fourth Commandment (1926)
- The Beloved Rogue (1927)
- The Guns of Loos (1928)
- L'Argent (1928)
- Tommy Atkins (1928)
- After the Verdict (1929)
- Seas Beneath (1931)
- Freaks (1932)
- La momia (1932)
- Luxury Liner (1933)
- Tiger Bay (1934)
- Murder at Monte Carlo (1934)
- Handle with Care (1935)
- Fine Feathers (1937)
- The Great Barrier (1937)
- Confessions of a Nazi Spy (1939)
- Mystery Sea Raider (1940)
- King of the Zombies (1941)
- Ser o no ser (1942)

- Datos: Q382045
- Multimedia: Henry Victor / Q382045